# How Do You Do (Mouth & MacNeal)
How do you do is nummer geschreven door Hans van Hemert en Harry van Hoof, die tevens als arrangeur optrad. Het nummer was op het lijf geschreven van Willem Duyn en Sjoukje van 't Spijker, als duo bekend onder de naam Mouth & MacNeal. Van Hemert was al een tijdje bezig voor beide artiesten een loopbaan van de grond te krijgen, maar de door hem geschreven nummers sloegen eerder niet aan. Toen Van Hemert ze tot duo smeedde en de verschillen uitvergrootte, ontstond succes. De karakterverschillen tussen Willem (grof) en Sjoukje (teder) werden ook muzikaal uitvergroot. Willem zong onder begeleiding van een harmonieorkest; Sjoukje onder begeleiding van een strijkkwartet. Dit werd later bevestigd door studiogitarist (bij dit lied) Hans Hollestelle, zijn gitaar moest eveneens tweeledig klinken. Het korte gitaarintro is van hem afkomstig; het trekt meteen de aandacht van de luisteraar, aldus Hollestelle. Andere musici in de Phonogram Studio aan de Honingstraat in Hilversum waren Jan Hollestelle (basgitaar), Cees Schrama (orgel) en Louis Debij (drumstel).

## Achtergrond
De plaat werd een hit in het Duitse en Nederlandse taalgebied, Denemarken, Australië en Nieuw-Zeeland.
In Nederland werd hoog ingezet bij How do you do. De plaat werd in week 47 van 1971 verkozen tot Alarmschijf bij Radio Veronica en was in week 46 van 1971 Treiterschijf bij Radio Noordzee Internationaal. De plaat werd mede hierdoor een gigantische hit en bereikte in zowel de Nederlandse Top 40 op Radio Veronica, de Noordzee Top 50 op Radio Noordzee Internationaal alsook in de publieke hitlijst; de Hilversum 3 Top 30 / Daverende Dertig op Hilversum 3 de nummer 1-positie.
In België bereikte de plaat eveneens de nummer 1-positie in zowel de voorloper van de Vlaamse Ulttatop 50 alsook in de Vlaamse Radio 2 Top 30 als in de Waalse hitlijst.
Mouth & MacNeal waren zo vaak op radio en televisie in zowel Nederland, België, Denemarken, het Verenigd Koninkrijk en Duitsland, dat er overkill dreigde. De plaat kwam op nummer 1 in Nederland, België, Zwitserland, Denemarken en Nieuw-Zeeland, de 2e positie in Canada, de 32e in Australië en bereikte in de VS de 8e positie in de Billboard Hot 100. Alleen al in de VS werden meer dan één miljoen exemplaren verkocht. Die verkoop werd nog aangewakkerd omdat het duo daar deels mysterieus bleef: Willem had vliegangst. Totale verkoopcijfers worden geschat op 4.000.000 exemplaren waarvan 110.000 in Nederland.
Van Hemert, Van Hoof en Mouth & MacNeal werden in 1972 voor het internationale succes onderscheiden met de eerste Conamus Exportprijs.
Van het nummer verschenen verschillende covers, zoals van Gentry, Die Windows, James Last en Gil Ventura (allemaal in 1972, waaronder een nummer 1-hit in Duitsland van Die Windows). Farce Majeure maakte destijds een parodie over het afleren van ongezonde eetgewoonten. Verder verscheen er nog een nakomer van The Wanna-Bees in 1995.

## Hitnoteringen

### Nederland en België
| Nederlandse Top 40: 27-11-1971 t/m 18-03-1972 | Nederlandse Top 40: 27-11-1971 t/m 18-03-1972 | Nederlandse Top 40: 27-11-1971 t/m 18-03-1972 | Nederlandse Top 40: 27-11-1971 t/m 18-03-1972 | Nederlandse Top 40: 27-11-1971 t/m 18-03-1972 | Nederlandse Top 40: 27-11-1971 t/m 18-03-1972 | Nederlandse Top 40: 27-11-1971 t/m 18-03-1972 | Nederlandse Top 40: 27-11-1971 t/m 18-03-1972 | Nederlandse Top 40: 27-11-1971 t/m 18-03-1972 | Nederlandse Top 40: 27-11-1971 t/m 18-03-1972 | Nederlandse Top 40: 27-11-1971 t/m 18-03-1972 | Nederlandse Top 40: 27-11-1971 t/m 18-03-1972 | Nederlandse Top 40: 27-11-1971 t/m 18-03-1972 | Nederlandse Top 40: 27-11-1971 t/m 18-03-1972 | Nederlandse Top 40: 27-11-1971 t/m 18-03-1972 | Nederlandse Top 40: 27-11-1971 t/m 18-03-1972 | Nederlandse Top 40: 27-11-1971 t/m 18-03-1972 | Nederlandse Top 40: 27-11-1971 t/m 18-03-1972 | Nederlandse Top 40: 27-11-1971 t/m 18-03-1972 |
| Week:                                         | 1                                             | 2                                             | 3                                             | 4                                             | 5                                             | 6                                             | 7                                             | 8                                             | 9                                             | 10                                            | 11                                            | 12                                            | 13                                            | 14                                            | 15                                            | 16                                            | 17                                            |                                               |
| --------------------------------------------- | --------------------------------------------- | --------------------------------------------- | --------------------------------------------- | --------------------------------------------- | --------------------------------------------- | --------------------------------------------- | --------------------------------------------- | --------------------------------------------- | --------------------------------------------- | --------------------------------------------- | --------------------------------------------- | --------------------------------------------- | --------------------------------------------- | --------------------------------------------- | --------------------------------------------- | --------------------------------------------- | --------------------------------------------- | --------------------------------------------- |
| Positie                                       | 19                                            | 5                                             | 2                                             | 1                                             | 1                                             | 1                                             | 1                                             | 1                                             | 2                                             | 2                                             | 3                                             | 4                                             | 7                                             | 10                                            | 18                                            | 29                                            | 38                                            | uit                                           |

| Nederlandse Daverende Dertig: 27-11-1971 t/m 4-3-1972 | Nederlandse Daverende Dertig: 27-11-1971 t/m 4-3-1972 | Nederlandse Daverende Dertig: 27-11-1971 t/m 4-3-1972 | Nederlandse Daverende Dertig: 27-11-1971 t/m 4-3-1972 | Nederlandse Daverende Dertig: 27-11-1971 t/m 4-3-1972 | Nederlandse Daverende Dertig: 27-11-1971 t/m 4-3-1972 | Nederlandse Daverende Dertig: 27-11-1971 t/m 4-3-1972 | Nederlandse Daverende Dertig: 27-11-1971 t/m 4-3-1972 | Nederlandse Daverende Dertig: 27-11-1971 t/m 4-3-1972 | Nederlandse Daverende Dertig: 27-11-1971 t/m 4-3-1972 | Nederlandse Daverende Dertig: 27-11-1971 t/m 4-3-1972 | Nederlandse Daverende Dertig: 27-11-1971 t/m 4-3-1972 | Nederlandse Daverende Dertig: 27-11-1971 t/m 4-3-1972 | Nederlandse Daverende Dertig: 27-11-1971 t/m 4-3-1972 | Nederlandse Daverende Dertig: 27-11-1971 t/m 4-3-1972 | Nederlandse Daverende Dertig: 27-11-1971 t/m 4-3-1972 | Nederlandse Daverende Dertig: 27-11-1971 t/m 4-3-1972 |
| Week:                                                 | 1                                                     | 2                                                     | 3                                                     | 4                                                     | 5                                                     | 6                                                     | 7                                                     | 8                                                     | 9                                                     | 10                                                    | 11                                                    | 12                                                    | 13                                                    | 14                                                    | 15                                                    |                                                       |
| ----------------------------------------------------- | ----------------------------------------------------- | ----------------------------------------------------- | ----------------------------------------------------- | ----------------------------------------------------- | ----------------------------------------------------- | ----------------------------------------------------- | ----------------------------------------------------- | ----------------------------------------------------- | ----------------------------------------------------- | ----------------------------------------------------- | ----------------------------------------------------- | ----------------------------------------------------- | ----------------------------------------------------- | ----------------------------------------------------- | ----------------------------------------------------- | ----------------------------------------------------- |
| Positie:                                              | 28                                                    | 6                                                     | 1                                                     | 1                                                     | 1                                                     | 1                                                     | 1                                                     | 1                                                     | 1                                                     | 3                                                     | 3                                                     | 5                                                     | 7                                                     | 11                                                    | 22                                                    | uit                                                   |

| Vlaamse Top 30: 25-12-1971 t/m 15-04-1972 | Vlaamse Top 30: 25-12-1971 t/m 15-04-1972 | Vlaamse Top 30: 25-12-1971 t/m 15-04-1972 | Vlaamse Top 30: 25-12-1971 t/m 15-04-1972 | Vlaamse Top 30: 25-12-1971 t/m 15-04-1972 | Vlaamse Top 30: 25-12-1971 t/m 15-04-1972 | Vlaamse Top 30: 25-12-1971 t/m 15-04-1972 | Vlaamse Top 30: 25-12-1971 t/m 15-04-1972 | Vlaamse Top 30: 25-12-1971 t/m 15-04-1972 | Vlaamse Top 30: 25-12-1971 t/m 15-04-1972 | Vlaamse Top 30: 25-12-1971 t/m 15-04-1972 | Vlaamse Top 30: 25-12-1971 t/m 15-04-1972 | Vlaamse Top 30: 25-12-1971 t/m 15-04-1972 | Vlaamse Top 30: 25-12-1971 t/m 15-04-1972 | Vlaamse Top 30: 25-12-1971 t/m 15-04-1972 | Vlaamse Top 30: 25-12-1971 t/m 15-04-1972 | Vlaamse Top 30: 25-12-1971 t/m 15-04-1972 | Vlaamse Top 30: 25-12-1971 t/m 15-04-1972 | Vlaamse Top 30: 25-12-1971 t/m 15-04-1972 |
| Week:                                     | 1                                         | 2                                         | 3                                         | 4                                         | 5                                         | 6                                         | 7                                         | 8                                         | 9                                         | 10                                        | 11                                        | 12                                        | 13                                        | 14                                        | 15                                        | 16                                        | 17                                        |                                           |
| ----------------------------------------- | ----------------------------------------- | ----------------------------------------- | ----------------------------------------- | ----------------------------------------- | ----------------------------------------- | ----------------------------------------- | ----------------------------------------- | ----------------------------------------- | ----------------------------------------- | ----------------------------------------- | ----------------------------------------- | ----------------------------------------- | ----------------------------------------- | ----------------------------------------- | ----------------------------------------- | ----------------------------------------- | ----------------------------------------- | ----------------------------------------- |
| Positie:                                  | 11                                        | 2                                         | 1                                         | 1                                         | 1                                         | 1                                         | 1                                         | 2                                         | 2                                         | 2                                         | 3                                         | 5                                         | 7                                         | 11                                        | 17                                        | 26                                        | 29                                        | uit                                       |

### Noteringen in andere landen
| Land             | Pieknotering | Aantal weken |
| ---------------- | ------------ | ------------ |
| Zwitserland      | 1            | 14           |
| Nieuw-Zeeland    | 1            | ?            |
| Canada           | 2            | ?            |
| Duitsland        | 5            | 16           |
| Verenigde Staten | 8            | 19           |
| Denemarken       | 8            | ?            |

### NPO Radio 2 Top 2000
| Nummer met noteringen in de NPO Radio 2 Top 2000 | '99  | '00  | '01  | '02-'03 | '04  |
| ------------------------------------------------ | ---- | ---- | ---- | ------- | ---- |
| How do you do                                    | 1736 | 1887 | 1841 | -       | 1845 |

1. ↑  Een '-' betekent dat het nummer niet was genoteerd en een vetgedrukt getal geeft de hoogste notering aan.
2. ↑  Deze tabel is bijgewerkt tot en met de laatste editie (2024).